# ديفيد إم. كامب
ديفيد إم. كامب هو محامي وقاضي وسياسي أمريكي، ولد في 21 أبريل 1788، وتوفي في 20 فبراير 1871. انتخب عضو مجلس ولاية فيرمونت ‏ وانتخب عضو مجلس نواب فيرمونت ‏.